# Бановичи (город)
Бановичи (босн. Banovići) — город, центр одноимённой общины на северо-востоке центральной части Боснии и Герцеговины. Входит в состав Тузланского Кантона Федерации Боснии и Герцеговины.
Интенсивное развитие началось после постройки железной дороги в 1946 году. В Европе своим качеством знаменит уголь из Бановичи.

## География и население
Община Бановичи расположен у подножия горы Коньюх. Городское поселение Бановичи было построено на набережных реки Литвы. Средняя высота над уровнем моря составляет 332 метра. Муниципалитет занимает площадь 185 км2 и включает в себя следующие населенные пункты: Боровац, Село Бановичи, Чатичи, Миличи, Мргань, Репник, Подгорье, Гривице, Трештеница Донья, Трештеница Горня, Туловичи, Оскова, Желова, Омазичи, Лозна, Сеона, Прибитковичи, Стражбеница и Горни Бучик.
Согласно переписи 1991 года, в городе проживало 26 507 жителей, из них 72 % — боснийцы, 17 % — сербы, 2 % — хорваты и 9 % остальные. По некоторым оценкам, в 2000 году население Бановичи составляло около 29 000 человек, и значительное число из них — беженцы.

## Города-побратимы
Бановичи является побратимом:
- Бечей, Сербия
- Лабин, Хорватия

## Галерея
- Строительство мечети в центре города
- Печная фабрика "Гелиос"
- Участок разработки диабаза
- Участок разработки диабаза
- Место для пикника "Мачковац"
- Бановичи с воздуха
- Бановичи с воздуха на 360° от BAXON media